# فردهولم ۲۱۶۵۹
سیارک ۲۱۶۵۹ (به انگلیسی: 21659 Fredholm، نامگذاری:1999PR3) بیست و یک هزار و ششصد و پنجاه و نهمین سیارک کشف شده‌است که در ۱۳ اوت ۱۹۹۹ کشف شد.
قدر مطلق سیارک برابر ۱۴٫۹۰ است.